# Filovia Ivrea-Cuorgnè
La filovia Ivrea-Cuorgnè era una linea filoviaria extraurbana che percorreva la regione del Canavese da Ivrea a Cuorgnè, passando per Castellamonte.
Era soprannominata filovia del Poeta, perché passava sotto la casa del poeta Giuseppe Giacosa.

## Storia
La filovia, costruita su impulso del geometra Vallino, venne inaugurata il 30 marzo 1908, e fu pertanto uno dei primi impianti costruiti in Italia.
Diversamente da altri impianti pionieristici del tempo, la linea diede un servizio soddisfacente, ma già alla fine degli anni venti risultava inadeguata per il traffico in continua ascesa. Mancando le risorse per la trasformazione in tranvia interurbana venne soppressa nel 1935 e sostituita da un'autolinea.

## Mezzi
Inizialmente erano in servizio delle vetture con ruote a gomma piena, costruite dalla Società per la Trazione Elettrica e dalla Camona, Giussani & Turrinelli; negli anni venti furono venduti alla filovia Châtillon-Saint-Vincent, e sostituiti da nuove vetture più moderne e confortevoli.

### Fonti
- Paolo Gregoris, Francesco Rizzoli, Claudio Serra, Giro d'Italia in filobus, Calosci - Cortona, 2003, p. 14. ISBN 8877851937.

### Testi di approfondimento
- E. Champagne, La filovia Cuorgnè-Ivrea, Grafica Santhiatese, 1995.